# Acme (esclava)
Acme va ser una esclava i donzella personal jueva al servei de l'emperadriu Lívia Drusil·la, esposa d'Octavi August.
Va estar involucrada en els nou anys de conflictes familiars del rei Herodes el Gran, influenciada pel fill d'aquest, Antípater, mentre residia a Roma. Acme va conspirar amb el fill del monarca induïda per regals i falses promeses, va falsificar cartes comprometedores de Salomé, germana d'Herodes, a la seva amant, l'emperadriu Lívia, que va remetre a Herodes a través d'Antífil, un amic d'Antípater a Egipte.
Acme va ser descoberta quan una de les seves cartes a Antípater va ser interceptada. L'objectiu de les cartes era fer creure Herodes que Salomé conspirava en contra seva escrivint a persones importants de Roma. En aquesta carta en concret, Acme es delatava informant a Antípater que havia preparat les cartes falsificades. Herodes va denunciar els fets a l'emperador August i, en conseqüència, Acme va ser assassinada l'any 5 aC. Després de la mort d'aquesta, August va permetre a Herodes decidir sobre el destí d'Antípater; en retornar a Judea, va executar el seu fill de forma immediata, cinc dies abans de la mort del mateix Herodes.